# Get Wild Continual
「Get Wild Continual」（ゲット・ワイルド・コンティニュアル）は、TM NETWORKの通算47枚目のシングルである。2024年4月21日にデジタル・ダウンロード、2024年5月22日に7インチレコードがそれぞれリリースされた。

## 概要
Netflix映画『シティーハンター』のエンディングテーマ曲で限定BOX『40+ 〜Thanks to CITY HUNTER〜』よりシングルカットされた楽曲。TM NETWORKのシングルとしてリリースされるのは10度目。

## 収録曲

### アナログレコード
| 全作曲・編曲: 小室哲哉。 |                        |            |            |       |
| #                        | タイトル               | 作詞       | 作曲・編曲 | 時間  |
| 1.                       | 「Get Wild Continual」 | 小室みつ子 | 小室哲哉   | 05:05 |
| 合計時間:                | 合計時間:              | 合計時間:  | 5:05       |       |

| 全作曲・編曲: 小室哲哉。 |                                         |      |            |       |
| #                        | タイトル                                | 作詞 | 作曲・編曲 | 時間  |
| 2.                       | 「Get Wild Continual（Backing Track）」 |      | 小室哲哉   | 05:04 |
| 合計時間:                | 合計時間:                               | 5:04 |            |       |

## 曲解説
1. Get Wild Continual
新規アレンジされた「Get Wild」の2024年ヴァージョン。
Netflix映画『シティーハンター』のエンディングテーマ曲。
監督を務めた佐藤祐市は「オリジナルのよさは残しつつも、あくまで最新の『Get Wild』を聴いてみたい。ワンコーラス目だけオリジナルに近い雰囲気にしてもらえたら、後は好きにしちゃってください」と注文した[3]。
シンセサイザーの音色を全て変えてはいるものの、一部オリジナルの音色のプリセットを使用している[3]。
本作でもドラムはオリジナルと同じく山木秀夫が担当している[3]。
「Get Wild 2015 -HUGE DATA-」での小室のシンセサイザーと木根のアコースティックギターが絡むアレンジが周囲から評判が良かったため、そのノウハウを引き続き踏襲する形で新規のアレンジを施した[3]。
BPMはオリジナルと全く同じだが、楽器の組み合わせを変えて、スピード感を速く感じられる様にしている。これは「実写は1秒たりとも止まっている画・同じ画というのがない。アニメの場合は止まっている画が1秒以下だとしてもフィックスの画がある。その差を埋めることで、実写の動きに追いついていく」という小室の意向によるものである[3]。
「Continual（継続的な）」は小室みつ子の「TMが40年続いてきたこと、『Get Wild』がここまで愛してもらえ続けてきたことを考えると、だからこそこの先も続いていくんだろうな」という思いから付けられた[3]。
2. Get Wild Continual（Backing Track）
C/W曲。表題は「Backing Track」となっているが、コーラス等は一切入っていない純然たるインストゥルメンタルとなっている。

## 収録アルバム
Get Wild Continual
- 40+ 〜Thanks to CITY HUNTER〜
- 40th FANKS intelligence Days 〜YONMARU〜（ライヴ・ヴァージョン）

Get Wild Continual（Backing Track）
- 40+ 〜Thanks to CITY HUNTER〜